# Drunken Butterfly
«Drunken Butterfly» es una canción y un sencillo de la banda Sonic Youth, publicado en agosto de 1993 en Alemania por el sello Geffen Records. Es el cuarto sencillo perteneciente al álbum Dirty.

## Lista de canciones
| Drunken Butterfly |                                  |          |  |
| N.º               | Título                           | Duración |  |
| 1.                | «Drunken Butterfly» (versión LP) | 3:03     |  |
| 2.                | «Stalker»                        | 2:59     |  |
| 3.                | «Tamra»                          | 8:53     |  |
| 14:55             |                                  |          |  |